# Бобаре
Бобаре (хорв. Bobare) — населений пункт у Хорватії, у Бродсько-Посавській жупанії у складі громади Окучани.

## Населення
Населення за даними перепису 2011 року становило 16 осіб.
Динаміка чисельності населення поселення:

## Клімат
Середня річна температура становить 10,53 °C, середня максимальна – 23,97 °C, а середня мінімальна – -5,17 °C. Середня річна кількість опадів – 955 мм.
| Клімат поселення                              | Клімат поселення | Клімат поселення | Клімат поселення | Клімат поселення | Клімат поселення | Клімат поселення | Клімат поселення | Клімат поселення | Клімат поселення | Клімат поселення | Клімат поселення | Клімат поселення | Клімат поселення |
| Показник                                      | Січ.             | Лют.             | Бер.             | Квіт.            | Трав.            | Черв.            | Лип.             | Серп.            | Вер.             | Жовт.            | Лист.            | Груд.            |                  |
| Середній максимум, °C                         | 6,73             | 8,03             | 12,25            | 16,11            | 20,85            | 23,97            | 23,29            | 22,88            | 19,24            | 14,51            | 9,12             | 5,10             |                  |
| Середня температура, °C                       | 0,78             | 2,08             | 6,30             | 10,16            | 14,90            | 18,03            | 19,95            | 19,55            | 15,92            | 11,18            | 5,79             | 1,75             |                  |
| Середній мінімум, °C                          | −5,17            | −3,88            | 0,35             | 4,20             | 8,94             | 12,07            | 16,63            | 16,22            | 12,57            | 7,84             | 2,46             | −1,58            |                  |
| Норма опадів, мм                              | 59               | 54               | 65               | 81               | 87               | 105              | 89               | 92               | 78               | 83               | 90               | 72               |                  |
| Середньомісячна швидкість вітру, м/с          | 1.96             | 2.19             | 2.49             | 2.40             | 2.20             | 2.00             | 1.94             | 1.83             | 1.88             | 1.96             | 1.99             | 2.02             |                  |
| Середньомісячна сонячна радіація, кДж/м²·день | 4424             | 7195             | 10944            | 15198            | 19358            | 21444            | 22386            | 19672            | 14830            | 9256             | 4958             | 3708             |                  |
| --------------------------------------------- | ---------------- | ---------------- | ---------------- | ---------------- | ---------------- | ---------------- | ---------------- | ---------------- | ---------------- | ---------------- | ---------------- | ---------------- | ---------------- |
| Джерело:                                      |                  |                  |                  |                  |                  |                  |                  |                  |                  |                  |                  |                  |                  |